# Blyåren

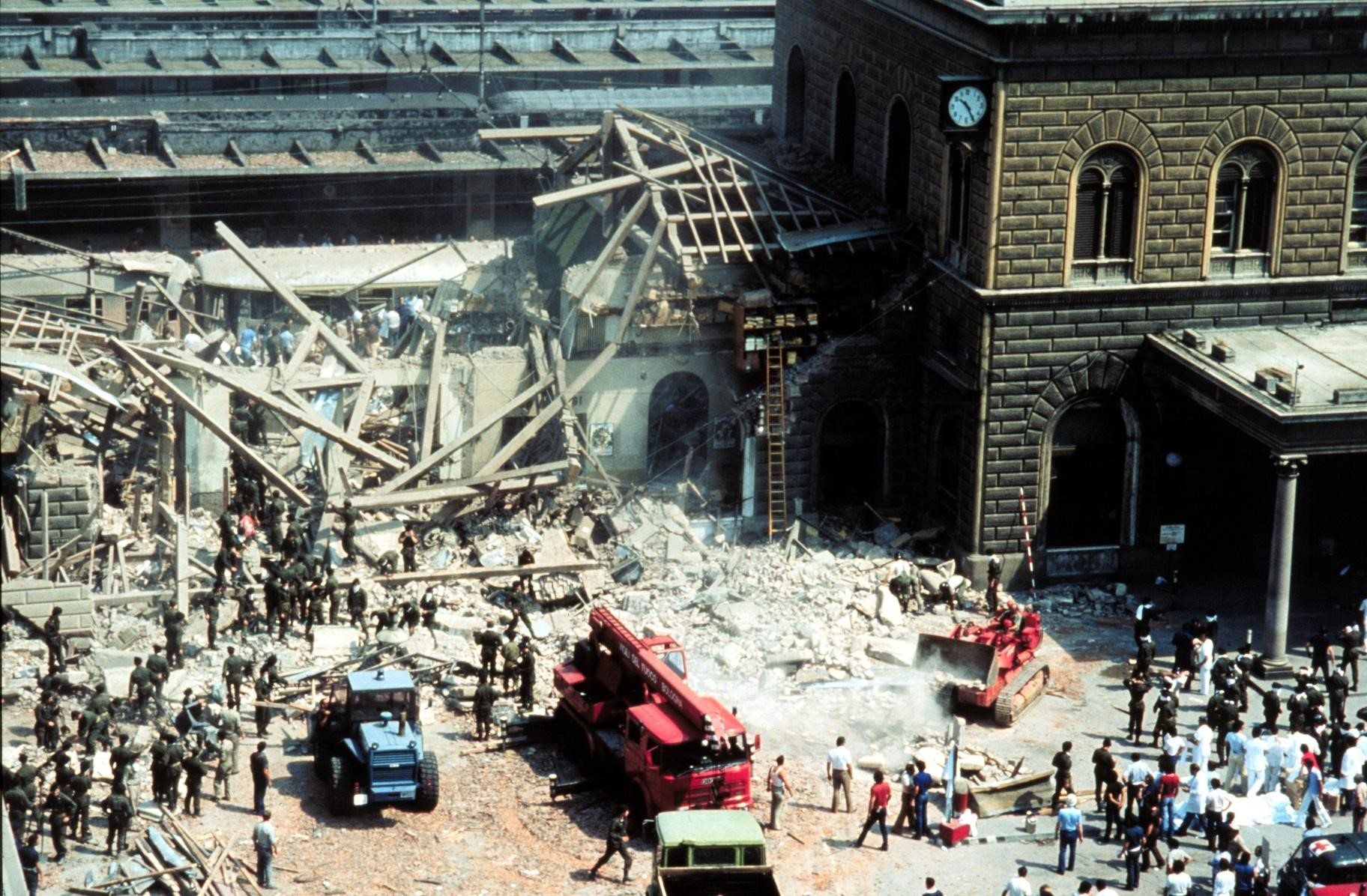
Bolognas järnvägsstation efter bombdådet av Nuclei Armati Rivoluzionari (NAR) i augusti 1980.

Blyåren eller åren av bly (italienska anni di piombo) är i Italien en vedertagen benämning på tidsperioden ungefär 1968–1982 i landets historia. Namnet har sitt ursprung dels i otaliga skottlossningar som förekom under tidsperioden, dels i Margarethe von Trottas film Die bleierne Zeit (1981), som på italienska fick just namnet Anni di piombo och som är en skildring av ett samhälle med liknande problem, samtidens Västtyskland. Tidsperiodens Italien kännetecknas av mer eller mindre våldsamma utomparlamentariska politiska aktioner och rena terrordåd, utförda av beväpnade extremister. På den politiska skalans vänstra del var den mest kända gruppen Röda brigaderna, på högerkanten NAR (Nuclei Armati Rivoluzionari). Ibland har perioden betecknats som ett lågintensivt inbördeskrig.

## Politisk och social bakgrund
Det största politiska problemet i Italien under cirka 40 års tid efter kriget var förhållandet mellan landets dominerande och tidvis enda regeringsparti Democrazia Cristiana (DC) och kommunistpartiet (PCI). För att få ett nödlån på 100 miljoner dollar av USA 1947 lovade premiärminister Alcide De Gasperi att kommunisterna i fortsättningen skulle hållas utanför regeringen. Detta innebar att de som röstade på kommunisterna, som mest 34,4 % (1976) av de röstande, saknade möjlighet att påverka samhällsutvecklingen på parlamentarisk väg. En konsekvens av det blev en stark utomparlamentarisk aktiviströrelse som växte snabbt i slutet av 1960-talet när de oroligheter som börjat på universiteten spreds i samhället utanför dessa. Många av tidens vänsteraktivister var före detta anhängare till kommunistpartiet som lämnat det i protest mot partiets alltför reformistiska politik.
Under året 1966 inträffade två saker som accelererade utvecklingen i riktning mot en konfrontation på bred front. Det italienska utbildningsministeriet (’’Ministero della Pubblica Istruzione”) lade 1966 fram ett förslag till en reform av universitetssystemet som blev incitamentet till de successivt allt våldsammare studentprotesterna i slutet av 1960-talet. Studenter vid universiteten började ockupera delar av universiteten och hindrade undervisningen för att få igenom sina motkrav. Motsättningarna hårdnade successivt och polis tillkallades allt oftare. Det statliga universitetet La Statale i Milano kom att bli den viktigaste organisatören av studenternas protestaktioner. Bland de politiska teorier som studentrörelsen försökte utveckla och omsätta i praktisk handling fanns en (”operaismo”) som förutsatte att aktivismens tyngdpunkt flyttades från universiteten först till fabrikerna och sedan ut på städernas gator och torg. Teorin hade nämligen ett axiom enligt vilket det var arbetarklassens ständigt pågående kamp för bättre villkor som var den drivande kraften i kapitalismens utveckling. Bland de utomparlamentariska organisationer som kom att försöka omsätta de teoretiska konstruktionerna i praktisk handling fanns det två som blev särskilt framgångsrika i sin politiska agitation bland arbetarklassen: Potere Operaio och Lotta Continua.
Den andra viktiga händelsen under 1966 var metallarbetarnas nya kollektivavtal som var ett av de sämsta någonsin och blev en enorm besvikelse för arbetarna. Den explosionsartade ekonomiska tillväxten i den snabbt industrialiserade norra delen av Italien, framför allt i städer som Turin och Milano, hade dragit till sig hundratusentals arbetare från landets södra delar som flyttade till städerna i norr för att arbeta inom industrin. Enbart i Turin hade befolkningen ökat med närmare 50 % på 15 år och nästan alla inflyttade var okvalificerad arbetskraft från södra Italien. Krisåret 1969 flyttade 60 000 nya invånare till Turin. Av de sedan 1954 inflyttade kom mer än hälften från Apulien och Sicilien, andra stora bidragsgivare till befolkningsökningen var Kampanien och Kalabrien. Stadsdelen Mirafiori Suds befolkning hade sedan 1951 ökat från 18 000 till 119 000 invånare. Produktionen av nya bostäder var samtidigt nästan icke-existerande. Ett normalt boende för en anställd vid Fiat var därför 1969 ett rum som han delade med fyra andra arbetare. Många hyrde bara en sängplats för natten i pensionat och en del var i praktiken uteliggare trots att de arbetade heltid. Missnöjet bland industriarbetarna industrin var stort.
Något som underlättade spridningen av de organiserade protesterna från studenterna till de missnöjda fabriksarbetarna var PCI:s valframgång 1968. Det italienska kommunistpartiet var landets näst största parti efter Democrazia Cristiana (DC) med 26,9 % av väljarkåren och kontrollerade fackföreningarna vid de stora industrierna i norra Italien. Valets stora förlorare 1968 blev det två år tidigare grundade socialistiska PSI-PSDI, en sammanslagning av Italienska socialistpartiet och socialdemokraterna (PSDI), som endast fick 14,5 % av rösterna men ändå kom att ingå i en ny regering tillsammans med DC och Partito Repubblicano Italiano. Redan 5 juli 1969 lämnade socialdemokraterna under ledning av Mauro Ferri PSI-PSDI och Mariano Rumors första regering tvingades avgå. Rumor bildade därefter 5 augusti en svag minoritetsregering bestående endast av DC som hade fått 39,1 % av rösterna i valet 1968. Det nya läget med en ren högerregering öppnade för en snabb radikalisering av arbetarna.
I detta läge såg utomparlamentariska vänsterorganisationer som Potere Operaio och Lotta Continua sin chans att påbörja en systematisk agitation på fabrikerna, inledningsvis vid Fiats fabrik i Turin där de två organisationerna började med att dela ut flygblad och infiltrerade sedan stegvis fabriken för att kunna organisera strejker och sabotage. Snart var dessa grupper välkända bland fabrikens 55 000 anställda som lystrade till det nya receptet för förbättringar: stoppa produktionen. Nya arbetarmedlemmar strömmade in i de radikala vänsterorganisationerna och de olagliga strejkerna vid fabriken började trots hårt motstånd från fackföreningarna. Enbart Fiat förlorade 20 miljoner arbetstimmar på grund av strejker och sabotage under 1969, och enligt företagets egna beräkningar blev produktionstappet detta år 277 000 obyggda bilar.
Uppmuntrade av framgångarna bestämde sig flera vänsterorganisationer för att det var dags att ta nästa steg och flytta verksamhetens tyngdpunkt från fabrikerna till städernas gator och torg. Man var medveten om att det skulle innebära en direkt och våldsam konfrontation med polisen, något som aktivisterna inte direkt var oförberedda på organisatoriskt eller utrustningsmässigt. Vid denna tid utgjordes de första leden i de utomparlamentariska organisationernas demonstrationståg regelmässigt av en grupp ”ordningsmän” (servizio d'ordine) som var lätta att identifiera genom att deras vanliga demonstrationsutrustning omfattade motorcykelhjälmar och stora skruvnycklar som kunde väga över 3 kg, ursprungligen introducerade inom detta nya användningsområde av ”Katanga”, studentorganisationen Movimento Studentescos ordningsmän. Användningen av tunga skruvnycklar som vapen mot ”fascister” (motdemonstranter) och andra som störde demonstrationstågen resulterade ofta i ambulansutryckningar och ibland även dödsfall.
Även polisens våldsanvändning gick tidvis till överdrift och man sköt ibland skarpt mot demonstranter, särskilt i landets södra delar. Det hände t.ex. i Battipaglia där polisen 9 april 1969 öppnade eld mot arbetare som demonstrerade mot nedläggningen av den lokala tobaksfabriken. Två av demonstranterna dödades av polisens kulor. Samhällets politiska och sociala motsättningar blev allt tydligare och den politiska retoriken mer högljudd och aggressiv ju närmare man kom hösten 1969 som i Italiens historia har fått namnet ”den heta hösten” (Autunno caldo). Det var en höst som började tidigt; redan den 3 juli drabbade demonstranterna samman med polisen på Corso Traiano i Turin, ett okänt antal demonstranter och 70 poliser skadades, 160 demonstranter greps, 28 av dem anhölls som misstänkta för brott. 

## Den första terroraktionen och "spänningsstrategin"
I italiensk historieskrivning konkurrerar minst två olika händelser om startpunkten för tidsperioden. Den tidigare av dem är en våldsam sammandrabbning (La battaglia di Valle Giulia) den 1 mars 1968 mellan polis och demonstranter i Valle Giulia i norra Rom. Den senare incidenten inträffade under en demonstration i Milano den 19 november 1969 då den 22-årige polismannen Antonio Annarumma dödades av ett järnrör som någon av demonstranterna kastade. Han brukar räknas som det första dödsoffret för blyårens politiska våld i Italien. Under Annarummas begravning blev Movimento Studentescos ledare Mario Capanna verbalt och fysiskt angripen av högerextremister, en del av dem poliser. Den politiska polisens näst högsta befälhavare i Milano Luigi Calabresi ingrep då personligen och eskorterade Capanna från platsen.  Detta var en av många händelser under 1969 som visade att den politiska situationen var mycket spänd och några veckor efter begravningen kom explosionen, bokstavligen.
Fredagen 12 december 1969 klockan 16:37 inträffade det så kallade bombdådet på Piazza Fontana då en kraftig sprängladdning detonerade i en banklokal tillhörande Banca Nazionale dell'Agricoltura. Bankkontoret var fortfarande öppet vid den tiden och ett stort antal människor befann sig i lokalen när bomben exploderade, varvid 16 av dem dog och 88 skadades. Detta terrordåd kom stora delar av vänstern senare att kalla ”statens blodbad” (Strage di Stato) eftersom man ansåg det bevisat att det fanns representanter för såväl landets militär som underrättelsetjänster bland de högerextremister som låg bakom bombdådet. Tämligen omgående efter attentatet började det i Italien spridas en teori som gav stöd åt den uppfattningen. Den baserades på en artikel som publicerats i den brittiska dagstidningen The Observer 7 december 1969, alltså fem dagar före terrordådet. Artikelförfattaren Leslie Finer kallade teorin "Strategy of tension" ('spänningsstrategin'), och det översattes direkt till Strategia della tensione. Enligt denna teori understödde USA aktivt högerextremisters försök att genom terrordåd provocera fram ett undantagstillstånd som skulle möjliggöra ett militärt maktövertagande i Italien, vilket relativt nyligen hade skett i Grekland 1967. Huvudsyftet för USA skulle ha varit att till nästan varje pris hindra kommunisternas maktövertagande i länderna vid Medelhavet.
Den hotbild som denna teori skapade såg i korthet ut så att extremhögern skulle genomföra några bombdåd med vilka man skulle försöka ta livet av så många människor som möjligt, och därefter skulle man skylla attentaten på den yttersta vänstern. Därmed skulle man skapa förutsättningar för ett undantagstillstånd som skulle införas med hjälp av republikens president, enligt en färdig plan för militärt maktövertagande som hade existerat åtminstone sedan 1964. De som trodde på denna hotbild var övertygade om att det var denna plan som låg bakom försöken att vältra över skulden för Piazza Fontana-bomben – och flera andra bomber som exploderade samma dag – på anarkisterna.
De italienska anarkisterna var tveklöst ansvariga för några tidigare sprängdåd (huvudsakligen med hemgjorda krutladdningar) och andra typer av sabotage under tiden före Piazza Fontana. Men målet för dessa hade alltid varit egendom, privat eller statlig, och ingen hade dött i dessa attentat. Bomben på Piazza Fontana som dödade helt oskyldiga människor var inte förenlig med anarkisternas grundläggande värderingar och det kom också att visa sig att de inte hade med saken att göra. Trots det gick det illa för ett par anarkister, värst för järnvägsarbetaren Giuseppe Pinelli som under polisförhör den 15 december 1969 ramlade ut genom ett fönster på polisstationens fjärde våning och dog. Den andre anarkisten som drabbades var dansaren Pietro Valpreda som hölls fängslad utan rättegång i över tre år med ett högst tvivelaktigt vittnesmål som enda grund. Med hotet om en högerkupp som förevändning började efter Piazza Fontana en del aktivistorganisationer på vänsterkanten, bland annat Röda brigaderna beväpna sig, inledningsvis genom att tömma kommunistpartisanernas krigstida vapenförråd.

## Blyårens terrorism

### Vilka gjorde vad?
De händelser under blyåren som väckte mest uppmärksamhet utanför Italien och även där har blivit de mest omdiskuterade och omskrivna utöver bomben på Piazza Fontana är kidnappningen och mordet på Aldo Moro 1978, utfört av Röda brigaderna, och högerextremisternas bombattentat mot järnvägsstationen i Bologna 1980 som dödade 85 människor. Bortförandet av Moro, som slutade med hans död, var inte den enda uppmärksammade kidnappningen som genomfördes av politiska extremister. Samma gruppering som mördade Moro, Röda brigaderna, kidnappade även den amerikanske generalen James Lee Dozier i Verona den 17 december 1981. Dozier fritogs av italienska specialstyrkor efter 42 dagar. En väsentlig skillnad i utredningsresultaten för terroraktionerna under dessa år är att nästan alla Röda brigadernas och andra vänsterorganisationers brott har klarats upp och de skyldiga har identifierats samt dömts till fängelse, medan ett flertal av extremhögerns terroraktioner fortfarande (2018) är helt eller delvis ouppklarade. Problemet att identifiera de skyldiga till de många bombattentaten ledde redan i maj 1988 till skapandet av en parlamentarisk undersökningskommission som kom att arbeta till slutet av 2001, och på grund av sitt väldigt långa officiella namn snabbt fick en etablerad förkortning: Massakerkommissionen (Commissione Stragi).
De högerextrema terroristernas favoritvapen föreföll vara den tidsinställda bomben. De som trodde på teorin om ”spänningsstrategin” förklarade saken med att en bomb dödade ett antal människor som var mer eller mindre slumpmässigt valda. Därmed kunde man åstadkomma mer allmän rädsla och oro hos vanliga medborgare. Vänsterterroristernas vanliga tillvägagångssätt var helt annorlunda: offren utsågs i förväg på individnivå och sköts vanligen med handeldvapen på nära avstånd. Den kände italienske författaren, journalisten och historikern Indro Montanelli kritiserade ofta i sina skrifter de beväpnade vänstergruppernas hänvisningar till spänningsstrategin som han menade endast tjänade som en ursäkt för det våld som de själva använde. Vänsteraktivisternas svar blev ungefär att eftersom terrorbombningarna inte var deras gärningar och en del av de sprängmedel som användes hade militärt ursprung behövdes ingen genialitet för att komma till slutsatsen att de som bar ansvaret för bombdåden var fascister i statens tjänst, eller med nära kopplingar till personer som var det. Det visade sig senare att detta antagande var åtminstone delvis korrekt.
Enbart under åren 1969–1975 utfördes i Italien 4 584 politiska attentat av olika dignitet, på en skala från tegelstenar inkastade genom politiska meningsmotståndares fönster till kraftiga sprängladdningar på offentliga platser. De som krävde flest dödsoffer är i kronologisk ordning:

### Några av bombattentaten i kronologisk ordning
- Piazza Fontana, 12 december 1969: 16 döda, 88 skadade. Massakerkommissionens slutsats var att de skyldiga var knutna till den högerextrema organisationen Ordine Nuovo, en slutsats som bekräftades av Kassationsdomstolen (Corte di Cassazione) 2005 men ingen individ har slutgiltigt kunnat dömas som gärningsman.[25]
- Gioia Tauro, 22 juli 1970, Gioia Tauro, Kalabrien: En bomb orsakade urspråning av tåg, 6 döda, 66 skadade.[26] Ingen har slutgiltigt dömts för gärningen.
- Peteano, 31 maj 1972, Gorizia, Friuli-Venezia Giulia: bilbomb dödade 3 karabinjärer, 2 skadades. Attentatet tillskrivs Ordine Nuovo, vars medlem Vincenzo Vinciguerra 1982 erkände gärningen och namngav Carlo Cicuttini som medgärningsman. Båda dömdes till livstids fängelse, Cicuttini i sn frånvaro eftersom han hade flytt utomlands. [27][28]
- Polishögkvarteret i Milano, 17 maj 1973: En bomb exploderade utanför polisstationen i samband med högtidlighållandet av ettårsdagen för mordet på Luigi Calabresi, 4 döda, 52 skadade. För gärningen dömdes 1975 en svagt begåvad anarkist till livstids fängelse men mer än 20 år senare avslöjades att det i själva verket var Ordine Nuovo som låg bakom attentatet.[29]
- Brescia, 28 maj 1974, Piazza della Loggia: En bomb, gömd i en papperskorg, exploderade under ett protestmöte mot nyfascistisk terrorism, 8 döda, 94 skadade. Bakom dådet låg Ordine Nuovo. Inte förrän 2017, 43 år efter attentatet, dömdes två medlemmar av organisationen slutligen till livstids fängelse. .[30][31]
- Italicus express, 4 augusti 1974: En bomb exploderade klockan 01:23 i den femte vagnen på expresståget Rom-München (Italicus express) i höjd med San Benedetto Val di Sambro: 12 döda, 48 skadade. Relativt snabbt kunde det fastslås att den nyfascistiska organisationen Ordine nero låg bakom attentatet men i brist på bevis har ingen av organisationens medlemmar kunnat dömas som gärningsman. .[32][33]
- Bologna, 2 augusti 1980: En mycket kraftig sprängladdning exploderade i ett väntrum på järnvägsstationen: 85 döda, ca 200 skadade. Några timmar efter dådet tog den nyfascistiska organisationen Nuclei Armati Rivoluzionari (NAR) med ett senare ifrågasatt telefonsamtal på sig ansvaret. För dådet dömdes efter en serie rättegångar som gärningsmän till livstids fängelse, mot sitt nekande, Valerio "Giusva" Fioravanti och hans hustru Francesca Mambro. De dömdes senare i en separat rättegång att betala skadestånd på över 2 miljarder euro till den italienska staten. [34][35]

### Terrorismen i siffror
Antalet kända aktiva beväpnade politiska grupper steg under perioden från 2 år 1969 till 91 år 1977 för att 1979 nå den högsta siffran 269. Det sistnämnda året registrerades rekordsiffran 659 politiska attentat i Italien och 1980 dödades 125 personer i terroraktioner, den högsta siffran för ett år under hela tidsperioden. Under 20-årsperioden 1969–1988 dödades sammanlagt 482 människor direkt eller indirekt genom politiska våldsaktioner. Av dem var 104 karabinjärer och poliser samt 53 terrorister, alltså från de grupper som normalt var beväpnade. Men bland dödsoffren fanns många som dödades bara för att de råkade vara på fel plats vid fel tidpunkt, till exempel 22 hemmafruar. Enbart de två mest kända vänsterextrema grupperna Röda brigaderna och Prima Linea tog på sig ansvaret för sammanlagt 104 mord. Den mest kända nyfascistiska gruppen NAR tog på sig 28 mord och anses dessutom ha legat bakom bombdådet i Bologna 1980 då 85 människor dödades. Vid mitten av 1980-talet mitt vände statistikkurvan för dödade i terrordåd brant neråt: 1986–1988 dödades sammanlagt endast 11 personer och 1989 dödades för första gången på 20 år inte en enda människa i ett terrorattentat.
Många faktorer samverkade till att våldsspiralen upphörde, till exempel:
- En betydande del av de beväpnade aktivisterna var döda eller i fängelse.
- Inget av de beväpnade gruppernas politiska mål hade uppnåtts med vapen och bombdåd.
- Det inte helt obetydliga folkliga stödet för Röda brigaderna minskade kraftigt efter mordet på fackombudet Guido Rossa i januari 1979.[37]

Exakt var den definitiva slutpunkten för blyåren skall sättas är inte helt klart. Stor betydelse brukar tillskrivas en ny lag som trädde i kraft den 29 maj 1982 och medförde att terrorister som erkände sina brott och samarbetade med myndigheterna kunde få betydande strafflindring.

## Organisationer som tagit på sig minst ett mord under blyåren

### Vänstergrupper
| - Röda brigaderna - Prima Linea - Movimento armato sardo - Nuclei Armati Proletari - Nuclei armati di contropotere territoriale - Formazioni combattenti comuniste - Autonomia operaia organizzata - Guerriglia comunista - Compagni organizzati per il comunismo - Movimento proletario di resistenza offensiva - Barbagia rossa - Volante rossa - Ronde proletarie - Brigate d'azione per il comunismo - Unità comuniste combattenti | - Nuclei armati squadre proletarie - Lotta armata per il comunismo - Squadre proletarie armate - Potere proletario armato - Colp - Brigate operaie per il comunismo - Nuclei armati comunisti - Organizzazione proletaria combattente - Nuclei armati territoriali - Nuclei Armati Rivoluzionari - Ordine Nuovo - Ordine nero - Gruppo armato Sergio Ramelli |